# جوی (گروه موسیقی)
جوی (انگلیسی: Joy) یک گروه موسیقی پاپ اتریشی است که به سبب برخی از ترانه‌هایشان همچون «Touch By Touch»، «Valerie», و «Hello» شهرت دارند.

## اعضای گروه
- اندی شوایتسر (زادهٔ ۲۶ فوریه ۱۹۶۰)
- فِرِدی یاکلیچ (زادهٔ ۲۲ ژانویهٔ ۱۹۶۰)
- مانفرد تامِل (زادهٔ ۲۵ فوریهٔ ۱۹۵۹)

پیش از تشکیل گروه موسیقی، «اندی شوایتسر» افسر پلیس، «فِرِدی یاکلیچ» معلم تاریخ و زبان آلمانی و «مانفرد تامِل»، دی‌جی یک کلوپ دیسکو در شهر تروانرویت آلمان بودند.